# Acacia denticulosa
Acacia denticulosa är en ärtväxtart som beskrevs av Ferdinand von Mueller. Acacia denticulosa ingår i släktet akacior, och familjen ärtväxter. Inga underarter finns listade i Catalogue of Life.